# Boone (Colorado)
Boone és una població dels Estats Units a l'estat de Colorado. Segons el cens del 2000 tenia 323 habitants.

## Demografia
Segons el cens del 2000, Boone tenia 323 habitants, 131 habitatges, i 89 famílies. La densitat de població era de 277,1 habitants per km².
Per edats la població es repartia de la següent manera: un 23,2% tenia menys de 18 anys, un 7,1% entre 18 i 24, un 22,6% entre 25 i 44, un 22,3% de 45 a 60 i un 24,8% 65 anys o més.
L'edat mediana era de 43 anys. Per cada 100 dones de 18 o més anys hi havia 89,3 homes.
La renda mediana per habitatge era de 26.250 $ i la renda mediana per família de 26.964 $. Els homes tenien una renda mediana de 26.563 $ mentre que les dones 21.875 $. La renda per capita de la població era de 18.628 $. Entorn del 7,8% de les famílies i el 16,0% de la població estaven per davall del llindar de pobresa.

## Poblacions més properes
El següent diagrama mostra les poblacions més properes.